# Maszyrki
Maszyrki – dawna kolonia. Tereny, na których leżała, znajdują się obecnie na Białorusi, w obwodzie witebskim, w rejonie głębockim, w sielsowiecie Łomasze.

## Historia
W czasach zaborów w powiecie dzisieńskim, w guberni wileńskiej Imperium Rosyjskiego.
W latach 1921–1945 wieś a następnie kolonia leżała w Polsce, w województwie wileńskim, w powiecie dziśnieńskim w gminie Orzechowo, od 1923 roku w gminie Prozoroki.
Według Powszechnego Spisu Ludności z 1921 roku zamieszkiwało tu 90 osób, 1 była wyznania rzymskokatolickiego a 89 prawosławnego. Jednocześnie 6 mieszkańców zadeklarowało polską, 84 białoruską przynależność narodową. Było tu 14 budynków mieszkalnych. W 1931 w 14 domach zamieszkiwały 84 osoby.
Wierni należeli do parafii rzymskokatolickiej w Prozorokach i prawosławnej w Błosznikach. Miejscowość podlegała pod Sąd Grodzki w Głębokiem i Okręgowy w Wilnie; właściwy urząd pocztowy mieścił się w Prozorokach.